# Championnat de Taïwan de football 2011
Navigation
Saison précédente Saison suivante
La saison 2011 du Championnat de Taïwan de football est la vingt-huitième édition du championnat national, la City A-League. Les sept clubs participants sont regroupés au sein d'une poule unique où ils s'affrontent à deux reprises. Il n'y a ni promotion, ni relégation à l'issue de la saison.
C'est le club de Taiwan PCFC, tenant du titre, qui est à nouveau sacré cette saison après avoir terminé en tête du classement final, ne devançant Taipei City Tatung qu'à la différence de buts. C'est le dix-huitième titre de champion de Taipei chinois de l'histoire du club. Taipower réussit une saison parfaite puisqu'en plus du championnat, il remporte pour la première fois la Coupe du président de l'AFC, devenant le premier club du pays à être titré au niveau international.

## Les clubs participants
- Kaohsiung County Taipower
- Taipei City Tatung
- Taipei PEC Hung
- Ming Chuan University FC
- Hasus TSU
- NSTC FC
- Hualien County

## Compétition
Le classement est établi sur le barème de points classique (victoire à 3 points, match nul à 1, défaite à 0). Pour départager les égalités, on tient d'abord compte des confrontations directes, de la différence de buts générale, puis du nombre de buts marqués.

### Classement
| Rang | Équipe                     | Pts | J  | G | N | P  | Bp | Bc | Diff |
| ---- | -------------------------- | --- | -- | - | - | -- | -- | -- | ---- |
| 1    | Kaohsiung County TaipowerT | 30  | 12 | 9 | 3 | 0  | 47 | 11 | +36  |
| 2    | Taipei City Tatung         | 30  | 12 | 9 | 3 | 0  | 39 | 10 | +29  |
| 3    | Hasus TSU                  | 20  | 12 | 6 | 2 | 4  | 40 | 27 | +13  |
| 4    | Taipei PEC Hung            | 15  | 12 | 5 | 0 | 7  | 22 | 30 | -8   |
| 5    | Ming Chuan University FC   | 14  | 12 | 4 | 2 | 6  | 29 | 31 | -2   |
| 6    | NSTC FC                    | 10  | 12 | 3 | 1 | 8  | 28 | 28 | 0    |
| 7    | Hualien County             | 1   | 12 | 0 | 1 | 11 | 5  | 73 | -68  |

|  | Qualification pour la Coupe du président de l'AFC 2012 |
|  | T : Tenant du titre                                    |

## Bilan de la saison
| Championnat de Taïwan de football 2011 |                                       |
| Champion                               | Kaohsiung County Taipower (18e titre) |
| Qualifications continentales           |                                       |
| Coupe du président de l'AFC 2012       | Kaohsiung County Taipower             |
| Promotions et relégations              |                                       |
| Promus en A-League                     | Aucun                                 |
| Relégués                               | Aucun                                 |